# Retrato de Stephan Geraedts, esposo de Isabella Coymans
Retrato de Stephan Geraedts, esposo de Isabella Coymans, es un óleo sobre lienzo del pintor del Siglo de Oro neerlandés, Frans Hals, realizado cuando el artista tenía alrededor de 70 años. La pintura forma parte de un par de retratos de boda pendants, ahora separados. Hals probablemente pintó este retrato, el de Stephanus Geraerdts, concejal de Haarlem, que debía estar a la izquierda, y el retrato que lo acompaña, el de su esposa Isabella Coymans (retrato a la derecha), alrededor de 1650-1652, seis o siete años después de su matrimonio en 1644. El retrato de Isabella se encuentra actualmente en una colección privada en París. 
Los retratos permanecen separados desde 1886.

## Contexto

### Frans Hals
La familia Hals se mudó a Haarlem antes de la caída de Amberes en 1585. Esta ciudad recibió con los brazos abiertos a artesanos cualificados y refugiados políticos. En parte debido a esto, Haarlem se convirtió en un centro económico y artístico.  La familia del artesano textil flamenco Franchoys Hals y su esposa incluía a dos importantes artistas: Frans (Amberes, 1582 - Haarlem, 1666) y Dirk (Haarlem, 1591 - Haarlem, 1656).
Existe mucha incertidumbre sobre los primeros pasos de Frans Hals en el mundo de la pintura. La segunda edición del Schilderboek de Karel van Mander, de 1618, lo menciona como alumno de este último. Sin embargo, el estilo de sus obras se inclina hacia Jacob Jordaens y Pedro Pablo Rubens, ambos amberinos, al igual que Hals.
En 1610, Hals se unió al Gremio de San Lucas de Haarlem y un año después produjo su obra más temprana conocida, Jacobus Saffirus. Esta se caracteriza por una pincelada suave, una representación fiel de su modelo y una pose espontánea. Representó la cabeza con una iluminación vívida y fuerte, algo que también recuerda a Caravaggio. El estilo inicial del pintor se caracteriza por una coloración vivaz, que posteriormente se vuelve más sobria. Prefería pintar sus retratos estáticos y frontales, sobre un fondo liso marrón dorado oscuro o verde oliva. Muchos de sus retratados visten ropas negras.

### Importancia
Quizás el retrato del regidor sea la única pintura de Hals en Flandes. El Museo Real de Bellas Artes de Amberes también lo considera su pintura más valiosa en los Países Bajos. Debido a la paleta oscura, la aplicación de pintura fina, la pincelada amplia y "virtuosa", pero también por su transparencia psicológica, el retrato posee un valor artístico especial. Este valor se ve reforzado por el hecho de que el retrato de Stephanus Geraerdts cumple una función transformadora dentro de la obra de Hals. Es el punto de partida de su estilo pictórico maduro al final de su carrera. Además, la obra ofrece una perspectiva de la autorrepresentación de la élite del siglo XVII. 

### Descripción
Stephanus Geraerdts, representado sentado, extiende el brazo derecho sonriendo. Su sonrisa es una instantánea que Hals probablemente pintó directamente sobre el lienzo con un pincel; no dejó estudios preliminares. Arnold Houbraken escribió lo siguiente sobre esto en su Groote Schouburgh der Nederlantsche Konstschilders en Schilderessen (1718-1721):
Se dice que tenía la costumbre de hacer sus retratos atrevidos y conmovedores, y luego insertar en ellos las pinceladas, diciendo: "Ahora los rasgos característicos del maestro deben seguir ahí.
Si los retratos compañeros se colocan uno junto al otro, llama la atención que el concejal sonría a su esposa. Desea aceptar la rosa que ella le ofrece. El espectador percibe la tensión creada por su sonrisa y su acción. Dado que las obras han estado separadas desde 1886, el vínculo que las unía se ha roto. 
Hals retrató al caballero de manera muy informal. Normalmente, los regentes holandeses eran retratados con mucha menos espontaneidad.  Sin embargo, los gestos de la pareja son convencionales. Expresan el vínculo de su matrimonio, que para ellos era claramente de amor. Como era habitual, Hals retrató al esposo ligeramente más grande y más cerca del espectador que su esposa, con la luz procedente de la izquierda cayendo en su mayor parte sobre la mujer.
La mano extendida de Geraerdts está elaborada con mayor tosquedad que el rostro y se encuentra en una manga que los historiadores del arte consideran "virtuosa". Hals representó con gran realismo la capa de un negro profundo con bordados dorados del regidor mediante pinceladas rápidas, rectas y casi impresionistas. En investigaciones históricas del arte anteriores, esta forma de pintar se comparaba a veces con el estilo pictórico de Manet, y es precursora de los retratos posteriores de Hals. Las regentes del asilo de ancianos de Haarlem es un ejemplo de ello. Implica cierto dinamismo al conjunto. 
Este retrato deja muy claro que Geraerdts era rico. Además de que los retratos de Hals eran costosos, el regidor exhibe ostentosamente sus caras ropas. El atuendo y joyas de su esposa son aún más lujosos: descendía de una de las dinastías mercantiles más ricas de Holanda. Al momento de su matrimonio, vivían en una casa en el Keizersgracht, en Ámsterdam, la ciudad natal de Geraerdts.  Murió en esta última ciudad el 27 de enero de 1671.